# Liste der Gesandten des Kantons Genf an die eidgenössische Tagsatzung
Dies ist eine Liste der Gesandten des Kantons Genf an die eidgenössische Tagsatzung. Die Liste ist ab 1816 – was die in den Verzeichnissen der Abschiede genannten Gesandten betrifft – vollständig.
| Tagsatzung | Gesandter                                          | Ämter                                                               |
| ---------- | -------------------------------------------------- | ------------------------------------------------------------------- |
| 1816       | Joseph des Arts                                    | alt Syndik                                                          |
| 1816       | Anton Karl Wilhelm Saladin von Crans               | Mitglied des Repräsentantenrats                                     |
| 1817       | Joseph des Arts                                    | alt Syndik                                                          |
| 1817       | Wilhelm Fatio                                      | Mitglied des Grossen Rats                                           |
| 1818       | Joseph des Arts                                    | alt Syndik                                                          |
| 1818       | Anton Wilhelm Heinrich Fatio                       | Staatsrat                                                           |
| 1818       | Ludwig Albert Neker                                | Mitglied des Grossen Rats                                           |
| 1819       | Jean-Pierre Schmidtmeyer                           | alt Syndik                                                          |
| 1819       | Antoine-Guillaume-Henri Fatio                      | Staatsrat                                                           |
| 1819       | Pierre Girod                                       | Mitglied des souveränen Rats                                        |
| 1820       | Jean-Louis Falquet                                 | alt Syndik                                                          |
| 1820       | Antoine Guillaume Henri Fatio                      | Staatsrat                                                           |
| 1820       | Pierre Girod                                       | Mitglied des souveränen Rats                                        |
| 1821       | Jean-Pierre Schmidtmeyer                           | alt Syndik                                                          |
| 1821       | Antoine-Guillaume-Henri Fatio                      | Staatsrat                                                           |
| 1821       | Pierre Girod                                       | Mitglied des Repräsentantenrats                                     |
| 1822       | Jean-Pierre Schmidtmeyer                           | premier Syndic                                                      |
| 1822       | Antoine-Guillaume-Henri Fatio                      | Staatsrat                                                           |
| 1822       | Jean-Louis Viollier                                | Mitglied des Repräsentantenrats                                     |
| 1823       | Antoine-Guillaume-Henri Fatio                      | Staatsrat                                                           |
| 1823       | Pierre Girod                                       | Staatsrat                                                           |
| 1823       | Antoine Charles Guillaume Saladin de Crans         | Mitglied des Repräsentantenrats                                     |
| 1824       | Antoine-Guillaume-Henri Fatio                      | Staatsrat                                                           |
| 1824       | Pierre Girod                                       | Staatsrat                                                           |
| 1824       | Antoine Charles Guillaume Saladin de Crans         | Mitglied des Repräsentantenrats                                     |
| 1825       | Antoine Guillaume Henri Fatio                      | Staatsrat                                                           |
| 1825       | Eduard Pierre Paul Rigaud                          | Mitglied des Grossen Rats                                           |
| 1826       | Pierre Girod-Jolivet                               | alt Syndic                                                          |
| 1826       | Antoine Charles Guillaume Saladin de Crans         | Mitglied des Repräsentantenrats                                     |
| 1827       | Antoine-Guillaume-Henri Fatio                      | Staatsrat                                                           |
| 1827       | Edouard Pierre Paul Rigaud                         | Mitglied des Repräsentantenrats                                     |
| 1828       | Pierre Girod                                       | alt Syndic                                                          |
| 1828       | Frédéric-Auguste Cramer                            | Substitut des Generalprokurators und Mitglied des Repräsentatenrats |
| 1829       | Antoine-Guillaume-Henri Fatio                      | Staatsrat                                                           |
| 1829       | Frédéric-Auguste Cramer                            | juge au tribunal de l’audience                                      |
| 1829       | Marc Falquet                                       | Mitglied des Repräsentantenrats                                     |
| 1830.07    | Jean-Jaques Rigaud                                 | alt Syndik                                                          |
| 1830.07    | Frédéric-Auguste Cramer                            | Mitglied des Audienzgerichts                                        |
| 1830.07    | Alexandre-Louis Prévost-Martin                     | Mitglied des Repräsentantenrats                                     |
| 1830.12    | Antoine-Guillaume-Henri Fatio                      | Syndik                                                              |
| 1830.12    | Edouard-Pierre-Paul Rigaud                         | Kriminalpräsident des Obergerichts                                  |
| 1830.12    | Guillaume-Henri Dufour                             | eidgenössischer Oberst, Mitglied des Repräsentantenrats             |
| 1831       | Anton Wilhelm Heinrich Fatio                       | alt Syndik                                                          |
| 1831       | Johann Elisäus Massé                               | Artilleriemayor, Kantonsrichter                                     |
| 1831       | Johann Jakob Kunkler                               | Mitglied des Repräsentantenrats                                     |
| 1832.03    | Anton Wilhelm Heinrich Fatio                       | Syndik                                                              |
| 1832.03    | Johann Elisäus Massé                               | Mitglied des Repräsentantenrats, Kantonsrichter                     |
| 1832.03    | Johann Jakob Kunkler                               | Mitglied des Repräsentantenrats, Artillerieoberstlieutenant         |
| 1832.07    | Johann Jakob Rigaud                                | gewesener erster Syndik                                             |
| 1832.07    | Pelegrino Rossi                                    | Mitglied des Repräsentantenrats                                     |
| 1832.07    | August Franz Bontems                               | Mitglied des Repräsentantenrats, eidgenössischer Oberst             |
| 1833       | Johann Jakob Rigaud                                | erster Syndik                                                       |
| 1833       | August Franz Bontems                               | Mitglied des Repräsentantenrats, eidgenössischer Oberst             |
| 1834       | Johann Jakob Rigaud                                | gewesener erster Syndik                                             |
| 1834       | Alexander Ludwig Prevost                           | Mitglied des Repräsentantenrats                                     |
| 1834       | Amadeus Peter Julius Pictet                        | Mitglied des Repräsentantenrats                                     |
| 1835       | Johann Jakob Rigaud                                | erster Syndik                                                       |
| 1835       | August Franz Bontems                               | eidgenössischer Oberst, Mitglied des Repräsentantenrats             |
| 1836       | Anton Wilhelm Heinrich Fatio                       | Syndik                                                              |
| 1836       | Jakob Ludwig Rilliet-Constant                      | Mitglied des Repräsentantenrats                                     |
| 1837       | Johann Jakob Rigaud                                | erster Syndik                                                       |
| 1837       | Jakob Ludwig Rilliet-Constant                      | Mitglied des Repräsentantenrats                                     |
| 1838       | Johann Jakob Rigaud                                | gewesener erster Syndik                                             |
| 1838       | Friedrich Soret                                    | Mitglied des Repräsentantenrats                                     |
| 1839       | Friedrich August Cramer                            | Staatsrat                                                           |
| 1839       | Leonhard Revilliod                                 | alt Staatsrat                                                       |
| 1840       | Friedrich August Cramer                            | Syndik                                                              |
| 1840       | Leonhard Revilliod                                 | Mitglied des Repräsentantenrats                                     |
| 1841.03    | Johann Jakob Rigaud                                | erster Syndik                                                       |
| 1841.03    | Friedrich Soret                                    | Mitglied des Repräsentantenrats                                     |
| 1841.07    | Johann Jakob Rigaud                                | erster Syndik                                                       |
| 1841.07    | Friedrich Soret                                    | Mitglied des Repräsentantenrats                                     |
| 1842       | Friedrich August Cramer                            | Staatsrat                                                           |
| 1842       | Johann Ludwig Salomon Cougnard                     | Mitglied des Grossen Rats                                           |
| 1843       | Friedrich August Cramer                            | Staatsrat                                                           |
| 1843       | Johann Ludwig Salomon Cougnard                     | Mitglied des Grossen Rats                                           |
| 1844.06    | Jakob Stephan Brocher                              | Staatsrat                                                           |
| 1844.06    | Adolph Joseph Heinrich Desgouttes                  | Mitglied des Grossen Rats                                           |
| 1844.07    | Jakob Stephan Brocher                              | Staatsrat                                                           |
| 1844.07    | Adolph Joseph Heinrich Desgouttes                  | Mitglied des Grossen Rats                                           |
| 1845.02    | Johann Markus Demole                               | Syndik                                                              |
| 1845.02    | Friedrich Jakob Soret                              | Mitglied des Grossen Rats                                           |
| 1845.07    | Jakob Stephan Brocher-Veret                        | Syndik                                                              |
| 1845.07    | Trembley-Naville                                   | Mitglied des Grossen Rats                                           |
| 1846       | Jacques-Etienne BrocherJakob Stephan Brocher-Veret | Syndik                                                              |
| 1846       | Franz Julius Trembley-Naville                      | Mitglied des Grossen Rats                                           |
| 1847       | Friedrich Jakob Ludwig Rilliet-Constant            | Staatsrat                                                           |
| 1847       | Anton Alfred Désiré Carteret                       | Präsident des Grossen Rats                                          |
| 1848       | James Fazy                                         | Präsident des Staatsrats                                            |
| 1848       | Alexander Alméras                                  | Vice-Präsident des Grossen Rats                                     |